# Pontus Silfwer
Carl Pontus Silfwer (Sundsvall, 14 agosto 1991) è un ex calciatore svedese, di ruolo centrocampista.

## Carriera

### Club
Silfwer è cresciuto nelle giovanili del GIF Sundsvall. Ha esordito in Superettan in data 27 aprile 2010, subentrando ad Emil Forsberg nel pareggio interno per 1-1 contro lo Jönköpings Södra.
Nel 2012 si è accordato con l'Hudiksvalls FF, in Division 2. Nel 2013 è passato al Frej, in Division 1. Ha debuttato con questa casacca il 14 aprile, venendo schierato titolare nella sconfitta per 0-2 subita contro l'Umeå FC. Il 13 ottobre 2013 ha siglato la prima rete, con cui ha sancito il successo per 0-1 sul campo del Nyköpings BIS. Nella stagione 2014, il Frej ha centrato la promozione in Superettan.
A gennaio 2017, Silwer è stato ingaggiato dai norvegesi del Mjøndalen, militanti in 1. divisjon. Il successivo 9 marzo, è stato nominato capitano della squadra. Il 2 aprile 2017 ha quindi debuttato per il nuovo club, venendo schierato titolare nella vittoria per 2-1 sull'Arendal. Il 17 aprile ha realizzato la prima rete, nel 3-0 sul Jerv.
Ad agosto 2017, Silfwer ha fatto ritorno in Svezia, all'Halmstad. Il 12 agosto ha quindi potuto effettuare il proprio esordio in Allsvenskan, subentrando ad Alexander Ruud Tveter nella partita persa per 0-3 contro il Sirius. Il 14 ottobre 2017 ha segnato la prima rete nella massima divisione svedese, nella sconfitta per 1-2 contro l'IFK Göteborg. Al termine di quella stessa stagione, l'Halmstad è retrocesso in Superettan.
Il 16 luglio 2019, Silfwer ha fatto ritorno al Mjøndalen, nel frattempo promosso in Eliteserien: ha firmato un contratto valido fino al 31 dicembre 2021. È tornato quindi a calcare i campi da calcio norvegesi in data 4 agosto, schierato titolare nel 2-2 arrivato in casa del Tromsø.
Il 20 dicembre 2019, Silfwer è stato annunciato dalla squadra della città natale, il GIF Sundsvall, con un trasferimento valido a partire dal gennaio 2020 alla riapertura del calciomercato locale. La squadra, che era reduce da una retrocessione, ha centrato la promozione in Allsvenskan al secondo tentativo, ovvero al termine della Superettan 2021. Silfwer è tornato così a calcare i campi della massima serie nazionale nella stagione 2022, conclusa con l'ultimo posto in classifica e con la conseguente discesa in Superettan. Sul finire di quel campionato, tuttavia, Silfwer ha annunciato a sorpresa il proprio ritiro dal calcio giocato all'età di 31 anni, rivolgendo allo stesso tempo alcune critiche alla dirigenza del club per le strategie intraprese.

## Statistiche

### Presenze e reti nei club
Statistiche aggiornate al 7 luglio 2022.
| Stagione             | Club                 | Campionato           | Campionato | Campionato | Coppe nazionali | Coppe nazionali | Coppe nazionali | Coppe continentali | Coppe continentali | Coppe continentali | Supercoppe | Supercoppe | Supercoppe | Totale | Totale |
| Stagione             | Club                 | Comp                 | Pres       | Reti       | Comp            | Pres            | Reti            | Comp               | Pres               | Reti               | Comp       | Pres       | Reti       | Pres   | Reti   |
| -------------------- | -------------------- | -------------------- | ---------- | ---------- | --------------- | --------------- | --------------- | ------------------ | ------------------ | ------------------ | ---------- | ---------- | ---------- | ------ | ------ |
| 2010                 | GIF Sundsvall        | S                    | 18+1       | 0          | CS              | 2               | 0               | -                  | -                  | -                  | -          | -          | -          | 21     | 0      |
| 2011                 | GIF Sundsvall        | S                    | 7          | 0          | CS              | 0               | 0               | -                  | -                  | -                  | -          | -          | -          | 7      | 0      |
| 2012                 | Hudiksvalls FF       | D2                   | 21         | 8          | CS              | ?               | ?               | -                  | -                  | -                  | -          | -          | -          | 21+    | 8+     |
| 2013                 | Frej                 | D1                   | 25         | 1          | CS+CS           | 3+2             | 0               | -                  | -                  | -                  | -          | -          | -          | 30     | 1      |
| 2014                 | Frej                 | D1                   | 22+2       | 2+1        | CS              | 1               | 0               | -                  | -                  | -                  | -          | -          | -          | 25     | 3      |
| 2015                 | Frej                 | S                    | 20+2       | 0          | CS              | 3               | 0               | -                  | -                  | -                  | -          | -          | -          | 25     | 0      |
| 2016                 | Frej                 | S                    | 29         | 3          | CS              | 1               | 0               | -                  | -                  | -                  | -          | -          | -          | 30     | 3      |
| Totale Frej          | Totale Frej          | Totale Frej          | 96+4       | 6+1        |                 | 10              | 0               |                    | -                  | -                  |            | -          | -          | 110    | 7      |
| gen.-ago. 2017       | Mjøndalen            | 1D                   | 17         | 2          | CN              | 2               | 0               | -                  | -                  | -                  | -          | -          | -          | 19     | 2      |
| ago.-dic. 2017       | Halmstad             | A                    | 12         | 1          | CS              | 4               | 2               | -                  | -                  | -                  | -          | -          | -          | 16     | 3      |
| 2018                 | Halmstad             | S                    | 28         | 3          | CS              | 5               | 0               | -                  | -                  | -                  | -          | -          | -          | 33     | 3      |
| gen.-lug. 2019       | Halmstad             | S                    | 11         | 0          | CS              | 0               | 0               | -                  | -                  | -                  | -          | -          | -          | 11     | 0      |
| Totale Halmstad      | Totale Halmstad      | Totale Halmstad      | 51         | 4          |                 | 9               | 2               |                    | -                  | -                  |            | -          | -          | 60     | 6      |
| ago.-dic. 2019       | Mjøndalen            | ES                   | 15         | 0          | CN              | 1               | 0               | -                  | -                  | -                  | -          | -          | -          | 16     | 0      |
| Totale Mjøndalen     | Totale Mjøndalen     | Totale Mjøndalen     | 32         | 2          |                 | 3               | 0               |                    | -                  | -                  |            | -          | -          | 35     | 2      |
| 2020                 | GIF Sundsvall        | S                    | 21         | 0          | CS+CS           | 3+4             | 0               | -                  | -                  | -                  | -          | -          | -          | 28     | 0      |
| 2021                 | GIF Sundsvall        | S                    | 28         | 1          | CS              | 3               | 0               | -                  | -                  | -                  | -          | -          | -          | 31     | 1      |
| 2022                 | GIF Sundsvall        | A                    | 11         | 0          | CS              | 0               | 0               | -                  | -                  | -                  | -          | -          | -          | 11     | 0      |
| Totale GIF Sundsvall | Totale GIF Sundsvall | Totale GIF Sundsvall | 85+1       | 1+0        |                 | 12              | 0               |                    | -                  | -                  |            | -          | -          | 98     | 1      |
| Totale               | Totale               | Totale               | 285+5      | 21+1       |                 | 34+             | 2+              |                    | -                  | -                  |            | -          | -          | 324+   | 24+    |